# Cattedrali in Slovenia
Questa è una lista delle cattedrali, concattedrali ed ex cattedrali cattoliche presenti in Slovenia.

## Cattedrali cattoliche
| Cattedrale                                                                    | Arcidiocesi o Diocesi    | Località      | Dedicazione           | Immagine |
| ----------------------------------------------------------------------------- | ------------------------ | ------------- | --------------------- | -------- |
| Cattedrale di Capodistria Stolnica Marijinega vnebovzetja in svetega Nazarija | Diocesi di Capodistria   | Capodistria   | Maria e san Nazario   |          |
| Cattedrale di Celje Stolnica svetega Danijela                                 | Diocesi di Celje         | Celje         | san Daniele           |          |
| Cattedrale di Lubiana Stolnica svetega Nikolaja                               | Arcidiocesi di Lubiana   | Lubiana       | San Nicola            |          |
| Cattedrale di Maribor Stolnica svetega Janeza Krstnika                        | Arcidiocesi di Maribor   | Maribor       | San Giovanni Battista |          |
| Cattedrale di Murska Sobota Stolnica svetega Nikolaja                         | Diocesi di Murska Sobota | Murska Sobota | San Nicola            |          |
| Cattedrale di Novo mesto Stolnica svetega Nikolaja                            | Diocesi di Novo Mesto    | Novo mesto    | San Nicola            |          |

## Concattedrali cattoliche
| Cattedrale                                                  | Arcidiocesi o Diocesi  | Località    | Dedicazione      | Immagine |
| ----------------------------------------------------------- | ---------------------- | ----------- | ---------------- | -------- |
| Concattedrale di Nova Gorica Sostolnica Kristusa Odrešenika | Diocesi di Capodistria | Nova Gorica | Divino Salvatore |          |

## Ex cattedrali cattoliche
| Cattedrale                                    | Arcidiocesi o Diocesi                                             | Località | Dedicazione | Immagine |
| --------------------------------------------- | ----------------------------------------------------------------- | -------- | ----------- | -------- |
| Ex-cattedrale di Ptuj Stolnica svetega Jurija | Diocesi soppressa di Ptuj (ora parte dell'Arcidiocesi di Maribor) | Ptuj     | San Giorgio |          |